# Lista över matchresultat i Elitserien i ishockey 2009/2010
Lista över matchresultat i grundserien av Elitserien i ishockey 2009/2010. Ligan inleddes den 24 september 2009 och avslutades 13 mars 2010.
| Nr | Lag                | S  | V  | O  | F  | ÖV | ÖF | GM  | IM  | MS  | P  |
| -- | ------------------ | -- | -- | -- | -- | -- | -- | --- | --- | --- | -- |
| 1  | HV71               | 55 | 25 | 14 | 16 | 6  | 8  | 188 | 155 | +33 | 95 |
| 2  | Djurgårdens IF     | 55 | 26 | 12 | 17 | 2  | 10 | 161 | 130 | +31 | 92 |
| 3  | Linköpings HC      | 55 | 27 | 8  | 20 | 3  | 5  | 163 | 139 | +24 | 92 |
| 4  | Skellefteå AIK     | 55 | 26 | 9  | 20 | 1  | 8  | 146 | 141 | +5  | 88 |
| 5  | Färjestads BK (RM) | 55 | 25 | 10 | 20 | 2  | 8  | 132 | 144 | −12 | 87 |
| 6  | Brynäs IF          | 55 | 20 | 18 | 17 | 6  | 12 | 144 | 124 | +20 | 84 |
| 7  | Frölunda HC        | 55 | 22 | 11 | 22 | 1  | 10 | 155 | 156 | −1  | 78 |
| 8  | Timrå IK           | 55 | 18 | 18 | 19 | 3  | 15 | 138 | 150 | −12 | 75 |
| 9  | Modo               | 55 | 16 | 19 | 20 | 7  | 12 | 161 | 150 | +11 | 74 |
| 10 | Luleå HF           | 55 | 19 | 13 | 23 | 4  | 9  | 139 | 143 | −4  | 74 |
| 11 | Södertälje SK      | 55 | 14 | 14 | 27 | 7  | 7  | 131 | 176 | −45 | 63 |
| 12 | Rögle BK           | 55 | 13 | 12 | 30 | 4  | 8  | 125 | 175 | −50 | 55 |

Tabelldata är hämtade från Svenska Ishockeyförbundet.

## Matcher
| Denna tabell: visa • redigera |

| Datum Match Resultat Publik Spelplan Omgång 1 - 24 september 2009 Skellefteå AIK-Luleå HF 3-1 (2-0, 1-0, 0-1) 5914 Skellefteå Kraft Arena - 24 september 2009 Modo Hockey-Frölunda HC 2-4 (1-0, 1-3, 0-1) 6596 Swedbank Arena - 24 september 2009 Timrå IK-Brynäs IF 1-1 (0-1, 1-0, 0-0, 0-0) 5742 E.ON Arena - 24 september 2009 Södertälje SK-Linköpings HC 2-1 (1-0, 0-1, 1-0) 3898 AXA Sports Center - 24 september 2009 Färjestads BK-Rögle BK 2-1 (0-0, 1-0, 1-1) 5908 Löfbergs Lila Arena - 24 september 2009 HV 71-Djurgårdens IF 7-6 (3-1, 2-3, 2-2) 6856 Kinnarps Arena Omgång 2 - 26 september 2009 Luleå HF-Södertälje SK 8-2 (3-0, 2-1, 3-1) 5552 COOP Arena - 26 september 2009 Brynäs IF-Skellefteå AIK 1-2 (1-0, 0-1, 0-1) 6500 Läkerol Arena - 26 september 2009 Rögle BK-HV 71 2-4 (1-1, 1-1, 0-2) 5005 Lindab Arena - 26 september 2009 Djurgårdens IF-Modo Hockey 1-2 (1-1, 0-0, 0-0, 0-1) 8094 Hovet, Johanneshov - 26 september 2009 Linköpings HC-Färjestads BK 3-2 (2-0, 1-2, 0-0) 6712 Cloetta Center - 26 september 2009 Frölunda HC-Timrå IK 3-1 (1-1, 1-0, 1-0) 11259 Scandinavium Omgång 3 - 28 september 2009 Färjestads BK-Timrå IK 3-2 (1-1, 1-1, 1-0) 5268 Löfbergs Lila Arena - 28 september 2009 HV 71-Modo Hockey 3-1 (2-0, 0-1, 1-0) 7000 Kinnarps Arena - 28 september 2009 Luleå HF-Linköpings HC 2-0 (1-0, 0-0, 1-0) 5202 COOP Arena - 29 september 2009 Skellefteå AIK-Djurgårdens IF 1-2 (0-1, 0-0, 1-1) 5123 Skellefteå Kraft Arena - 29 september 2009 Brynäs IF-Frölunda HC 1-2 (0-1, 0-1, 1-0) 4680 Läkerol Arena - 29 september 2009 Södertälje SK-Rögle BK 2-3 (0-1, 1-0, 1-1, 0-1) 2424 AXA Sports Center Omgång 4 - 21 september 2009 Färjestads BK-Skellefteå AIK 3-2 (3-0, 0-1, 0-1) 6041 Löfbergs Lila Arena - 21 september 2009 Linköpings HC-HV 71 2-6 (1-2, 0-2, 1-2) 8205 Cloetta Center - 1 oktober 2009 Modo Hockey-Brynäs IF 1-1 (1-0, 0-1, 0-0, 0-0) 5205 Swedbank Arena - 1 oktober 2009 Timrå IK-Södertälje SK 3-1 (0-0, 1-1, 2-0) 4817 E.ON Arena - 1 oktober 2009 Rögle BK-Luleå HF 3-0 (0-0, 2-0, 1-0) 4465 Lindab Arena - 1 oktober 2009 Frölunda HC-Djurgårdens IF 1-5 (0-2, 1-2, 0-1) 10102 Scandinavium Omgång 5 - 3 oktober 2009 Luleå HF-Färjestads BK 2-3 (1-1, 1-2, 0-0) 5259 COOP Arena - 3 oktober 2009 Djurgårdens IF-Brynäs IF 4-4 (3-0, 1-3, 0-1, 0-0) 8094 Hovet, Johanneshov - 3 oktober 2009 Södertälje SK-Modo Hockey 5-0 (1-0, 0-0, 4-0) 3696 AXA Sports Center - 3 oktober 2009 Linköpings HC-Rögle BK 4-2 (0-0, 2-0, 2-2) 5849 Cloetta Center - 3 oktober 2009 HV 71-Timrå IK 6-4 (2-2, 2-1, 2-1) 6961 Kinnarps Arena - 3 oktober 2009 Skellefteå AIK-Frölunda HC 5-2 (0-0, 3-1, 2-1) 5030 Skellefteå Kraft Arena Omgång 6 - 5 oktober 2009 Rögle BK-Timrå IK 3-2 (1-1, 1-1, 1-0) 4222 Lindab Arena - 5 oktober 2009 Frölunda HC-Luleå HF 2-6 (1-1, 1-3, 0-2) 9463 Scandinavium - 6 oktober 2009 Färjestads BK-Södertälje SK 3-1 (2-1, 1-0, 0-0) 6128 Löfbergs Lila Arena - 6 oktober 2009 Modo Hockey-Skellefteå AIK 6-2 (2-0, 2-0, 2-2) 5466 Swedbank Arena - 6 oktober 2009 Djurgårdens IF-Linköpings HC 2-1 (1-0, 0-0, 1-1) 6011 Hovet, Johanneshov - 6 oktober 2009 Brynäs IF-HV 71 2-1 (0-0, 1-0, 1-1) 8120 Läkerol Arena Omgång 7 - 8 oktober 2009 Luleå HF-Djurgårdens IF 4-3 (1-1, 2-1, 1-1) 5253 COOP Arena - 8 oktober 2009 Timrå IK-Modo Hockey 4-5 (2-1, 0-2, 2-1, 0-1) 6000 E.ON Arena - 8 oktober 2009 Rögle BK-Skellefteå AIK 2-4 (2-3, 0-1, 0-0) 4177 Lindab Arena - 8 oktober 2009 Södertälje SK-Brynäs IF 2-3 (0-1, 0-2, 2-0) 3955 AXA Sports Center - 8 oktober 2009 Linköpings HC-Frölunda HC 5-1 (2-0, 0-0, 3-1) 5962 Cloetta Center - 8 oktober 2009 HV 71-Färjestads BK 8-0 (3-0, 2-0, 3-0) 6953 Kinnarps Arena Omgång 8 - 10 oktober 2009 Skellefteå AIK-HV 71 3-2 (0-0, 3-2, 0-0) 5154 Skellefteå Kraft Arena - 10 oktober 2009 Modo Hockey-Rögle BK 2-3 (1-1, 0-0, 1-2) 5745 Swedbank Arena - 10 oktober 2009 Timrå IK-Linköpings HC 5-2 (2-0, 2-1, 1-1) 4252 E.ON Arena - 10 oktober 2009 Färjestads BK-Djurgårdens IF 2-1 (2-0, 0-1, 0-0) 6647 Löfbergs Lila Arena - 10 oktober 2009 Brynäs IF-Luleå HF 4-0 (3-0, 0-0, 1-0) 5026 Läkerol Arena - 13 oktober 2009 Frölunda HC-Södertälje SK 2-2 (1-0, 0-2, 1-0, 0-0) 9354 Scandinavium Omgång 9 - 15 oktober 2009 Luleå HF-Modo Hockey 3-1 (1-0, 1-1, 1-0) 5094 COOP Arena - 15 oktober 2009 Skellefteå AIK-Timrå IK 4-2 (3-0, 0-0, 1-2) 4313 Skellefteå Kraft Arena - 15 oktober 2009 Djurgårdens IF-Rögle BK 1-3 (0-2, 1-1, 0-0) 5875 Hovet, Johanneshov - 15 oktober 2009 Linköpings HC-Brynäs IF 3-0 (1-0, 1-0, 1-0) 6431 Cloetta Center - 15 oktober 2009 HV 71-Södertälje SK 4-2 (1-0, 0-1, 3-1) 6751 Kinnarps Arena - 15 oktober 2009 Frölunda HC-Färjestads BK 6-1 (1-1, 3-0, 2-0) 11909 Scandinavium Omgång 10 - 17 oktober 2009 Modo Hockey-Linköpings HC 1-3 (1-0, 0-1, 0-2) 5725 Swedbank Arena - 17 oktober 2009 Timrå IK-Djurgårdens IF 2-3 (0-2, 1-0, 1-1) 4717 E.ON Arena - 17 oktober 2009 Färjestads BK-Brynäs IF 3-2 (3-2, 0-0, 0-0) 6626 Löfbergs Lila Arena - 17 oktober 2009 HV 71-Luleå HF 5-4 (1-2, 4-0, 0-2) 7000 Kinnarps Arena - 17 oktober 2009 Rögle BK-Frölunda HC 3-5 (0-0, 2-2, 1-3) 4714 Lindab Arena - 17 oktober 2009 Södertälje SK-Skellefteå AIK 3-2 (0-1, 1-1, 1-0, 1-0) 3072 AXA Sports Center Omgång 11 - 22 oktober 2009 Luleå HF-Timrå IK 3-2 (1-1, 1-1, 0-0, 1-0) 4825 COOP Arena - 22 oktober 2009 Modo Hockey-Färjestads BK 3-6 (0-2, 1-3, 2-1) 4975 Swedbank Arena - 22 oktober 2009 Brynäs IF-Rögle BK 3-2 (0-1, 1-0, 1-1, 1-0) 4366 Läkerol Arena - 22 oktober 2009 Djurgårdens IF-Södertälje SK 1-2 (0-1, 1-1, 0-0) 6407 Hovet, Johanneshov - 22 oktober 2009 Linköpings HC-Skellefteå AIK 1-2 (1-2, 0-0, 0-0) 5678 Cloetta Center - 22 oktober 2009 HV 71-Frölunda HC 4-1 (1-0, 2-0, 1-1) 7000 Kinnarps Arena Omgång 12 - 24 oktober 2009 Skellefteå AIK-Modo Hockey 3-0 (1-0, 1-0, 1-0) 5685 Skellefteå Kraft Arena - 24 oktober 2009 Timrå IK-HV 71 3-4 (0-1, 1-0, 2-2, 0-1) 4629 E.ON Arena - 24 oktober 2009 Brynäs IF-Linköpings HC 2-2 (2-1, 0-0, 0-1, 0-0) 5609 Läkerol Arena - 24 oktober 2009 Rögle BK-Djurgårdens IF 1-3 (1-1, 0-2, 0-0) 4692 Lindab Arena - 24 oktober 2009 Södertälje SK-Frölunda HC 4-2 (0-1, 2-0, 2-1) 3871 AXA Sports Center - 24 oktober 2009 Färjestads BK-Luleå HF 1-2 (0-0, 0-1, 1-0, 0-1) 6398 Löfbergs Lila Arena Omgång 13 - 26 oktober 2009 Luleå HF-Brynäs IF 2-3 (2-1, 0-1, 0-0, 0-1) 4989 COOP Arena - 26 oktober 2009 Linköpings HC-Södertälje SK 8-1 (2-0, 2-1, 4-0) 6789 Cloetta Center - 27 oktober 2009 Djurgårdens IF-Skellefteå AIK 2-3 (1-2, 1-1, 0-0) 7835 Hovet, Johanneshov - 27 oktober 2009 Modo Hockey-Timrå IK 3-2 (0-0, 1-1, 1-1, 1-0) 7001 Swedbank Arena - 27 oktober 2009 Färjestads BK-Frölunda HC 1-1 (1-0, 0-0, 0-1, 0-0) 7790 Löfbergs Lila Arena - 27 oktober 2009 HV 71-Rögle BK 5-3 (1-0, 3-1, 1-2) 6977 Kinnarps Arena Omgång 14 - 29 oktober 2009 Skellefteå AIK-Färjestads BK 0-4 (0-1, 0-1, 0-2) 5443 Skellefteå Kraft Arena - 29 oktober 2009 Timrå IK-Luleå HF 1-3 (0-0, 1-3, 0-0) 5109 E.ON Arena - 29 oktober 2009 Brynäs IF-Djurgårdens IF 3-1 (0-0, 2-1, 1-0) 6327 Läkerol Arena - 29 oktober 2009 Rögle BK-Linköpings HC 1-5 (1-1, 0-2, 0-2) 4618 Lindab Arena - 29 oktober 2009 Södertälje SK-HV 71 5-3 (1-2, 2-0, 2-1) 3711 AXA Sports Center - 29 oktober 2009 Frölunda HC-Modo Hockey 4-2 (2-1, 0-1, 2-0) 11088 Scandinavium Omgång 15 - 31 oktober 2009 Luleå HF-Rögle BK 3-4 (3-1, 0-1, 0-2) 5223 COOP Arena - 31 oktober 2009 Modo Hockey-Södertälje SK 4-1 (1-0, 2-0, 1-1) 5497 Swedbank Arena - 31 oktober 2009 Färjestads BK-Linköpings HC 1-3 (0-1, 1-1, 0-1) 7530 Löfbergs Lila Arena - 31 oktober 2009 HV 71-Brynäs IF 3-0 (0-0, 2-0, 1-0) 7000 Kinnarps Arena - 31 oktober 2009 Frölunda HC-Skellefteå AIK 5-2 (3-0, 1-1, 1-1) 11761 Scandinavium - 31 oktober 2009 Djurgårdens IF-Timrå IK 3-1 (1-0, 1-0, 1-1) 7218 Hovet, Johanneshov Omgång 16 - 20 oktober 2009 Djurgårdens IF-HV 71 3-2 (1-0, 1-2, 1-0) 6788 Hovet, Johanneshov - 1 november 2009 Timrå IK-Frölunda HC 4-3 (2-1, 1-1, 1-1) 4044 E.ON Arena - 1 november 2009 Brynäs IF-Färjestads BK 2-4 (0-2, 0-1, 2-1) 5159 Läkerol Arena - 1 november 2009 Linköpings HC-Modo Hockey 4-3 (0-0, 0-1, 3-2, 1-0) 6416 Cloetta Center - 1 november 2009 Skellefteå AIK-Rögle BK 0-2 (0-0, 0-0, 0-2) 4291 Skellefteå Kraft Arena - 2 november 2009 Södertälje SK-Luleå HF 3-4 (2-0, 1-2, 0-2) 3011 AXA Sports Center Omgång 17 - 10 november 2009 Luleå HF-HV 71 5-3 (1-1, 1-1, 3-1) 4986 COOP Arena - 10 november 2009 Modo Hockey-Djurgårdens IF 2-2 (1-0, 1-0, 0-2, 0-0) 5189 Swedbank Arena - 10 november 2009 Timrå IK-Skellefteå AIK 2-1 (1-0, 0-1, 1-0) 4629 E.ON Arena - 10 november 2009 Rögle BK-Brynäs IF 0-0 (0-0, 0-0, 0-0, 0-0) 4280 Lindab Arena - 10 november 2009 Södertälje SK-Färjestads BK 2-3 (0-1, 1-0, 1-1, 0-1) 3178 AXA Sports Center - 10 november 2009 Frölunda HC-Linköpings HC 3-1 (0-0, 2-1, 1-0) 9409 Scandinavium Omgång 18 - 12 november 2009 Skellefteå AIK-Linköpings HC 2-2 (0-1, 1-0, 1-1, 0-0) 4133 Skellefteå Kraft Arena - 12 november 2009 Brynäs IF-Timrå IK 4-1 (1-0, 1-0, 2-1) 4442 Läkerol Arena - 12 november 2009 Rögle BK-Södertälje SK 1-4 (1-2, 0-1, 0-1) 3976 Lindab Arena - 12 november 2009 Djurgårdens IF-Luleå HF 6-3 (0-0, 3-2, 3-1) 6003 Hovet, Johanneshov - 12 november 2009 Färjestads BK-Modo Hockey 4-1 (0-1, 4-0, 0-0) 6440 Löfbergs Lila Arena - 12 november 2009 HV 71-Frölunda HC 2-2 (1-0, 1-2, 0-0, 0-0) 7000 Kinnarps Arena Omgång 19 - 14 november 2009 Skellefteå AIK-Brynäs IF 2-2 (1-0, 0-1, 1-1, 0-0) 5022 Skellefteå Kraft Arena - 14 november 2009 Modo Hockey-HV 71 4-5 (2-1, 1-2, 1-1, 0-1) 5928 Swedbank Arena - 14 november 2009 Södertälje SK-Djurgårdens IF 1-3 (1-1, 0-0, 0-2) 4866 AXA Sports Center - 14 november 2009 Linköpings HC-Luleå HF 6-2 (2-0, 1-1, 3-1) 7304 Cloetta Center - 14 november 2009 Frölunda HC-Rögle BK 5-4 (1-0, 3-2, 1-2) 10561 Scandinavium - 14 november 2009 Timrå IK-Färjestads BK 2-1 (0-0, 2-1, 0-0) 4616 E.ON Arena Omgång 20 - 16 november 2009 Luleå HF-Skellefteå AIK 1-1 (0-0, 0-1, 1-0, 0-0) 6056 COOP Arena - 16 november 2009 Rögle BK-Färjestads BK 5-3 (2-0, 2-0, 1-3) 4055 Lindab Arena - 16 november 2009 HV 71-Linköpings HC 6-4 (2-2, 3-1, 1-1) 6977 Kinnarps Arena - 17 november 2009 Brynäs IF-Modo Hockey 1-5 (0-1, 0-3, 1-1) 6237 Läkerol Arena - 17 november 2009 Djurgårdens IF-Frölunda HC 3-1 (1-1, 1-0, 1-0) 7397 Hovet, Johanneshov - 17 november 2009 Södertälje SK-Timrå IK 4-3 (2-2, 1-0, 0-1, 1-0) 2646 AXA Sports Center Omgång 21 - 19 november 2009 Skellefteå AIK-Södertälje SK 7-4 (2-0, 3-1, 2-3) 4115 Skellefteå Kraft Arena - 19 november 2009 Modo Hockey-Luleå HF 4-0 (1-0, 0-0, 3-0) 6361 Swedbank Arena - 19 november 2009 Timrå IK-Rögle BK 4-5 (1-2, 2-1, 1-2) 4606 E.ON Arena - 19 november 2009 Färjestads BK-HV 71 0-5 (0-1, 0-3, 0-1) 6973 Löfbergs Lila Arena - 19 november 2009 Linköpings HC-Djurgårdens IF 4-1 (3-1, 1-0, 0-0) 6843 Cloetta Center - 19 november 2009 Frölunda HC-Brynäs IF 3-2 (2-2, 1-0, 0-0) 11042 Scandinavium Omgång 22 - 21 november 2009 Luleå HF-Frölunda HC 2-1 (0-0, 1-0, 1-1) 5543 COOP Arena - 21 november 2009 Brynäs IF-Södertälje SK 4-4 (1-1, 1-2, 2-1, 0-0) 5915 Läkerol Arena - 21 november 2009 Rögle BK-Modo Hockey 1-2 (0-0, 1-0, 0-1, 0-1) 5093 Lindab Arena - 21 november 2009 Djurgårdens IF-Färjestads BK 0-1 (0-1, 0-0, 0-0) 8094 Hovet, Johanneshov - 21 november 2009 Linköpings HC-Timrå IK 4-2 (1-0, 1-2, 2-0) 6528 Cloetta Center - 21 november 2009 HV 71-Skellefteå AIK 2-3 (1-1, 0-2, 1-0) 6962 Kinnarps Arena Omgång 23 - 23 november 2009 Timrå IK-Djurgårdens IF 4-3 (2-1, 2-2, 0-0) 4614 E.ON Arena - 23 november 2009 Södertälje SK-Rögle BK 0-3 (0-0, 0-2, 0-1) 3019 AXA Sports Center - 23 november 2009 Färjestads BK-Brynäs IF 1-2 (0-0, 0-0, 1-1, 0-1) 6916 Löfbergs Lila Arena - 24 november 2009 Skellefteå AIK-Luleå HF 4-1 (2-1, 1-0, 1-0) 5729 Skellefteå Kraft Arena - 24 november 2009 Modo Hockey-Linköpings HC 3-3 (1-0, 2-2, 0-1, 0-0) 5610 Swedbank Arena - 24 november 2009 Frölunda HC-HV 71 0-3 (0-0, 0-2, 0-1) 12019 Scandinavium Omgång 24 - 26 november 2009 Luleå HF-Färjestads BK 2-0 (1-0, 1-0, 0-0) 5075 COOP Arena - 26 november 2009 Rögle BK-Skellefteå AIK 2-3 (1-1, 0-1, 1-1) 4027 Lindab Arena - 26 november 2009 Djurgårdens IF-Brynäs IF 5-2 (1-1, 1-1, 3-0) 6971 Hovet, Johanneshov - 26 november 2009 Södertälje SK-Modo Hockey 3-2 (2-1, 1-1, 0-0) 4325 AXA Sports Center - 26 november 2009 Linköpings HC-Frölunda HC 4-0 (1-0, 2-0, 1-0) 6722 Cloetta Center - 26 november 2009 HV 71-Timrå IK 0-2 (0-0, 0-0, 0-2) 6861 Kinnarps Arena Omgång 25 - 28 november 2009 Skellefteå AIK-HV 71 3-4 (1-0, 1-2, 1-1, 0-1) 5433 Skellefteå Kraft Arena - 28 november 2009 Timrå IK-Linköpings HC 3-1 (0-0, 2-1, 1-0) 4817 E.ON Arena - 28 november 2009 Färjestads BK-Södertälje SK 5-1 (0-1, 2-0, 3-0) 6123 Löfbergs Lila Arena - 28 november 2009 Frölunda HC-Djurgårdens IF 3-3 (2-1, 0-2, 1-0, 0-0) 11492 Scandinavium - 28 november 2009 Brynäs IF-Luleå HF 4-3 (0-2, 2-0, 1-1, 1-0) 6756 Läkerol Arena - 28 november 2009 Modo Hockey-Rögle BK 4-1 (1-0, 2-0, 1-1) 7600 Swedbank Arena Omgång 26 - 3 december 2009 Luleå HF-Linköpings HC 2-3 (1-1, 0-1, 1-1) 5074 COOP Arena - 3 december 2009 Brynäs IF-Skellefteå AIK 6-0 (2-0, 2-0, 2-0) 4284 Läkerol Arena - 3 december 2009 Rögle BK-Frölunda HC 2-2 (0-1, 2-0, 0-1, 0-0) 4095 Lindab Arena - 3 december 2009 Djurgårdens IF-Modo Hockey 2-2 (1-1, 0-1, 1-0, 0-0) 8094 Hovet, Johanneshov - 3 december 2009 Färjestads BK-Timrå IK 2-3 (1-0, 1-0, 0-2, 0-1) 5544 Löfbergs Lila Arena - 3 december 2009 HV 71-Södertälje SK 5-4 (3-0, 0-2, 1-2, 1-0) 6857 Kinnarps Arena Omgång 27 - 5 december 2009 Luleå HF-Djurgårdens IF 2-4 (1-2, 0-2, 1-0) 5708 COOP Arena - 5 december 2009 Modo Hockey-Färjestads BK 3-3 (0-0, 1-2, 2-1, 0-0) 7035 Swedbank Arena - 5 december 2009 Rögle BK-HV 71 2-4 (1-0, 0-3, 1-1) 4292 Lindab Arena - 5 december 2009 Södertälje SK-Brynäs IF 1-2 (0-1, 0-1, 1-0) 4500 AXA Sports Center - 5 december 2009 Frölunda HC-Timrå IK 3-3 (0-0, 1-1, 2-2, 0-0) 9893 Scandinavium - 5 december 2009 Linköpings HC-Skellefteå AIK 2-1 (0-0, 2-1, 0-0) 6230 Cloetta Center Omgång 28 - 7 december 2009 Skellefteå AIK-Djurgårdens IF 0-3 (0-1, 0-2, 0-0) 4393 Skellefteå Kraft Arena - 7 december 2009 Timrå IK-Södertälje SK 6-4 (4-0, 1-2, 1-2) 4611 E.ON Arena - 7 december 2009 Brynäs IF-Rögle BK 6-1 (4-0, 0-1, 2-0) 4376 Läkerol Arena - 8 december 2009 Linköpings HC-Färjestads BK 5-2 (2-0, 2-2, 1-0) 7102 Cloetta Center - 8 december 2009 HV 71-Modo Hockey 1-4 (0-1, 1-1, 0-2) 7000 Kinnarps Arena - 8 december 2009 Frölunda HC-Luleå HF 3-2 (0-1, 0-1, 2-0, 1-0) 10117 Scandinavium | Omgång 29 - 10 december 2009 Luleå HF-Timrå IK 3-3 (0-3, 2-0, 1-0, 0-0) 4925 COOP Arena - 10 december 2009 Modo Hockey-Frölunda HC 3-3 (0-1, 1-0, 2-2, 0-0) 6069 Swedbank Arena - 10 december 2009 Brynäs IF-HV 71 2-3 (1-1, 0-0, 1-2) 4926 Läkerol Arena - 10 december 2009 Djurgårdens IF-Rögle BK 5-1 (1-1, 3-0, 1-0) 6237 Hovet, Johanneshov - 10 december 2009 Södertälje SK-Linköpings HC 0-5 (0-2, 0-1, 0-2) 2684 AXA Sports Center - 10 december 2009 Färjestads BK-Skellefteå AIK 3-2 (2-0, 1-1, 0-1) 6920 Löfbergs Lila Arena Omgång 30 - 12 december 2009 Skellefteå AIK-Frölunda HC 3-5 (0-1, 1-2, 2-2) 4528 Skellefteå Kraft Arena - 12 december 2009 Rögle BK-Timrå IK 4-1 (1-0, 0-1, 3-0) 3966 Lindab Arena - 12 december 2009 Djurgårdens IF-Södertälje SK 3-1 (2-0, 1-1, 0-0) 6518 Hovet, Johanneshov - 12 december 2009 Linköpings HC-Brynäs IF 5-0 (1-0, 2-0, 2-0) 7530 Cloetta Center - 12 december 2009 HV 71-Färjestads BK 7-1 (2-0, 1-1, 4-0) 7000 Kinnarps Arena - 12 december 2009 Luleå HF-Modo Hockey 1-2 (0-1, 1-0, 0-0, 0-1) 5901 COOP Arena Omgång 31 - 30 november 2009 Rögle BK-Luleå HF 3-6 (0-1, 2-1, 1-4) 4128 Lindab Arena - 30 november 2009 Linköpings HC-HV 71 5-2 (0-0, 3-1, 2-1) 8414 Cloetta Center - 30 november 2009 Frölunda HC-Södertälje SK 6-1 (2-1, 3-0, 1-0) 9027 Scandinavium - 1 december 2009 Modo Hockey-Skellefteå AIK 3-2 (0-0, 1-0, 1-2, 1-0) 7184 Swedbank Arena - 1 december 2009 Timrå IK-Brynäs IF 3-3 (0-2, 3-1, 0-0, 0-0) 5088 E.ON Arena - 1 december 2009 Färjestads BK-Djurgårdens IF 4-2 (1-1, 0-1, 3-0) 5708 Löfbergs Lila Arena Omgång 32 - 26 december 2009 Timrå IK-Modo Hockey 3-1 (2-1, 0-0, 1-0) 6000 E.ON Arena - 26 december 2009 Djurgårdens IF-Linköpings HC 2-3 (0-1, 2-1, 0-0, 0-1) 7567 Hovet, Johanneshov - 26 december 2009 Färjestads BK-Rögle BK 1-2 (0-0, 1-1, 0-0, 0-1) 8261 Löfbergs Lila Arena - 26 december 2009 HV 71-Luleå HF 2-1 (2-0, 0-0, 0-1) 7000 Kinnarps Arena - 26 december 2009 Södertälje SK-Skellefteå AIK 4-1 (1-0, 3-1, 0-0) 3382 AXA Sports Center - 26 december 2009 Brynäs IF-Frölunda HC 5-2 (3-0, 0-0, 2-2) 6522 Läkerol Arena Omgång 33 - 28 december 2009 Luleå HF-Södertälje SK 3-4 (1-2, 1-0, 1-1, 0-1) 5400 COOP Arena - 28 december 2009 Skellefteå AIK-Timrå IK 2-0 (0-0, 1-0, 1-0) 4805 Skellefteå Kraft Arena - 28 december 2009 Modo Hockey-Brynäs IF 4-2 (0-0, 2-1, 2-1) 7600 Swedbank Arena - 28 december 2009 Linköpings HC-Rögle BK 4-3 (2-1, 0-2, 1-0, 1-0) 7556 Cloetta Center - 28 december 2009 HV 71-Djurgårdens IF 3-2 (0-0, 3-2, 0-0) 7000 Kinnarps Arena - 28 december 2009 Frölunda HC-Färjestads BK 4-1 (2-0, 1-1, 1-0) 31144 Nya Ullevi Omgång 34 - 30 december 2009 Skellefteå AIK-Modo Hockey 6-2 (2-0, 2-1, 2-1) 6001 Skellefteå Kraft Arena - 30 december 2009 Timrå IK-Luleå HF 0-3 (0-0, 0-3, 0-0) 5094 E.ON Arena - 30 december 2009 Brynäs IF-Linköpings HC 6-3 (1-1, 1-1, 4-1) 4757 Läkerol Arena - 30 december 2009 Rögle BK-Djurgårdens IF 1-2 (0-1, 0-0, 1-1) 4804 Lindab Arena - 30 december 2009 Södertälje SK-Frölunda HC 3-2 (0-1, 1-1, 2-0) 3454 AXA Sports Center - 30 december 2009 Färjestads BK-HV 71 3-4 (0-1, 1-1, 2-2) 6362 Löfbergs Lila Arena Omgång 35 - 2 januari 2010 Luleå HF-Skellefteå AIK 5-2 (1-0, 2-1, 2-1) 6064 COOP Arena - 2 januari 2010 Modo Hockey-Södertälje SK 6-3 (3-0, 3-2, 0-1) 7564 Fjällräven Center - 2 januari 2010 Djurgårdens IF-Färjestads BK 3-2 (0-1, 2-0, 0-1, 1-0) 8094 Hovet, Johanneshov - 2 januari 2010 HV 71-Brynäs IF 4-3 (2-0, 1-0, 0-3, 1-0) 7000 Kinnarps Arena - 2 januari 2010 Frölunda HC-Rögle BK 5-2 (3-1, 1-0, 1-1) 10372 Scandinavium - 2 januari 2010 Linköpings HC-Timrå IK 4-3 (0-1, 2-1, 2-1) 7546 Cloetta Center Omgång 36 - 4 januari 2010 Brynäs IF-Modo Hockey 3-2 (0-1, 2-1, 1-0) 7437 Läkerol Arena - 4 januari 2010 Södertälje SK-Timrå IK 3-2 (0-2, 1-0, 1-0, 1-0) 2941 AXA Sports Center - 4 januari 2010 Färjestads BK-Luleå HF 1-2 (0-1, 0-1, 1-0) 5872 Löfbergs Lila Arena - 5 januari 2010 Rögle BK-Linköpings HC 1-3 (0-1, 0-1, 1-1) 3707 Lindab Arena - 5 januari 2010 Djurgårdens IF-Skellefteå AIK 4-0 (2-0, 1-0, 1-0) 6204 Hovet, Johanneshov - 5 januari 2010 Frölunda HC-HV 71 2-2 (0-0, 0-1, 2-1, 0-0) 12009 Scandinavium Omgång 37 - 7 januari 2010 Luleå HF-HV 71 3-4 (2-1, 0-2, 1-1) 4595 COOP Arena - 7 januari 2010 Skellefteå AIK-Rögle BK 3-2 (1-0, 2-0, 0-2) 3891 Skellefteå Kraft Arena - 7 januari 2010 Modo Hockey-Djurgårdens IF 2-7 (1-5, 1-1, 0-1) 6337 Fjällräven Center - 7 januari 2010 Timrå IK-Färjestads BK 3-5 (0-1, 1-1, 2-3) 4494 E.ON Arena - 7 januari 2010 Linköpings HC-Södertälje SK 2-1 (1-1, 1-0, 0-0) 5610 Cloetta Center - 12 januari 2010 Frölunda HC-Brynäs IF 1-3 (0-1, 1-1, 0-1) 9970 Scandinavium Omgång 38 - 9 januari 2010 Luleå HF-Frölunda HC 5-4 (0-1, 3-2, 1-1, 1-0) 5299 COOP Arena - 9 januari 2010 Skellefteå AIK-Linköpings HC 5-2 (0-2, 1-0, 4-0) 4502 Skellefteå Kraft Arena - 9 januari 2010 Rögle BK-Modo Hockey 4-3 (2-2, 1-0, 0-1, 1-0) 4591 Lindab Arena - 9 januari 2010 Djurgårdens IF-Timrå IK 4-2 (0-1, 4-0, 0-1) 6666 Hovet, Johanneshov - 9 januari 2010 Brynäs IF-Färjestads BK 0-3 (0-2, 0-1, 0-0) 6666 Läkerol Arena - 9 januari 2010 Södertälje SK-HV 71 5-4 (2-1, 0-2, 2-1, 1-0) 2933 AXA Sports Center Omgång 39 - 14 januari 2010 Timrå IK-Rögle BK 2-0 (0-0, 0-0, 2-0) 5009 E.ON Arena - 14 januari 2010 Brynäs IF-Södertälje SK 4-2 (0-0, 2-0, 2-2) 4228 Läkerol Arena - 14 januari 2010 Djurgårdens IF-Luleå HF 1-3 (0-1, 1-0, 0-2) 5774 Hovet, Johanneshov - 14 januari 2010 Färjestads BK-Modo Hockey 5-2 (0-0, 3-0, 2-2) 8313 Löfbergs Lila Arena - 14 januari 2010 HV 71-Skellefteå AIK 3-1 (1-0, 2-1, 0-0) 6886 Kinnarps Arena - 14 januari 2010 Frölunda HC-Linköpings HC 4-3 (2-1, 1-1, 1-1) 9554 Scandinavium Omgång 40 - 16 januari 2010 Skellefteå AIK-Södertälje SK 4-1 (1-0, 2-0, 1-1) 4473 Skellefteå Kraft Arena - 16 januari 2010 Modo Hockey-Luleå HF 4-1 (2-0, 1-1, 1-0) 7012 Fjällräven Center - 16 januari 2010 Timrå IK-HV 71 4-2 (1-0, 1-1, 2-1) 5093 E.ON Arena - 16 januari 2010 Färjestads BK-Frölunda HC 5-2 (1-0, 4-1, 0-1) 8583 Löfbergs Lila Arena - 16 januari 2010 Rögle BK-Brynäs IF 0-4 (0-1, 0-2, 0-1) 4434 Lindab Arena - 18 januari 2010 Linköpings HC-Djurgårdens IF 7-4 (2-1, 3-3, 2-0) 6626 Cloetta Center Omgång 41 - 21 januari 2010 Luleå HF-Rögle BK 3-2 (2-1, 0-1, 1-0) 4575 COOP Arena - 21 januari 2010 Skellefteå AIK-Brynäs IF 2-0 (1-0, 0-0, 1-0) 4147 Skellefteå Kraft Arena - 21 januari 2010 Modo Hockey-Timrå IK 3-4 (0-2, 3-1, 0-0, 0-1) 7200 Fjällräven Center - 21 januari 2010 Djurgårdens IF-Frölunda HC 4-3 (3-1, 0-0, 1-2) 6341 Hovet, Johanneshov - 21 januari 2010 Södertälje SK-Färjestads BK 2-0 (1-0, 0-0, 1-0) 6140 AXA Sports Center - 21 januari 2010 HV 71-Linköpings HC 2-3 (2-2, 0-0, 0-1) 7000 Kinnarps Arena Omgång 42 - 23 januari 2010 Timrå IK-Skellefteå AIK 2-3 (0-1, 1-1, 1-1) 5694 E.ON Arena - 23 januari 2010 Brynäs IF-Djurgårdens IF 4-1 (2-0, 1-1, 1-0) 7748 Läkerol Arena - 23 januari 2010 Södertälje SK-Luleå HF 4-3 (0-1, 2-2, 1-0, 1-0) 4550 AXA Sports Center - 23 januari 2010 Färjestads BK-Linköpings HC 3-0 (1-0, 2-0, 0-0) 7391 Löfbergs Lila Arena - 23 januari 2010 HV 71-Rögle BK 5-1 (2-0, 0-1, 3-0) 6954 Kinnarps Arena - 23 januari 2010 Frölunda HC-Modo Hockey 2-3 (1-0, 0-1, 1-2) 12044 Scandinavium Omgång 43 - 25 januari 2010 Rögle BK-Södertälje SK 1-2 (0-0, 0-2, 1-0) 3843 Lindab Arena - 25 januari 2010 Djurgårdens IF-HV 71 3-3 (0-2, 2-1, 1-0, 0-0) 7272 Hovet, Johanneshov - 25 januari 2010 Linköpings HC-Modo Hockey 1-4 (1-0, 0-3, 0-1) 8500 Cloetta Center - 26 januari 2010 Luleå HF-Brynäs IF 3-4 (1-1, 0-0, 2-2, 0-1) 4980 COOP Arena - 26 januari 2010 Skellefteå AIK-Färjestads BK 4-1 (0-1, 4-0, 0-0) 4075 Skellefteå Kraft Arena - 26 januari 2010 Timrå IK-Frölunda HC 2-1 (0-1, 1-0, 1-0) 5022 E.ON Arena Omgång 44 - 28 januari 2010 Modo Hockey-HV 71 5-1 (1-1, 3-0, 1-0) 6183 Fjällräven Center - 28 januari 2010 Brynäs IF-Timrå IK 4-1 (2-1, 2-0, 0-0) 5280 Läkerol Arena - 28 januari 2010 Rögle BK-Färjestads BK 1-4 (0-0, 0-1, 1-3) 3765 Lindab Arena - 28 januari 2010 Södertälje SK-Djurgårdens IF 1-3 (1-1, 0-1, 0-1) 4652 AXA Sports Center - 28 januari 2010 Linköpings HC-Luleå HF 2-1 (0-0, 2-0, 0-1) 5704 Cloetta Center - 28 januari 2010 Frölunda HC-Skellefteå AIK 5-4 (1-3, 1-0, 3-1) 11481 Scandinavium Omgång 45 - 30 januari 2010 Skellefteå AIK-Luleå HF 4-0 (1-0, 2-0, 1-0) 6001 Skellefteå Kraft Arena - 30 januari 2010 Modo Hockey-Frölunda HC 1-1 (1-0, 0-1, 0-0, 0-0) 7600 Fjällräven Center - 30 januari 2010 Djurgårdens IF-Rögle BK 6-2 (0-1, 3-0, 3-1) 6486 Hovet, Johanneshov - 30 januari 2010 HV 71-Södertälje SK 2-4 (0-1, 2-0, 0-3) 6940 Kinnarps Arena - 30 januari 2010 Timrå IK-Linköpings HC 3-2 (1-1, 1-1, 1-0) 4783 E.ON Arena - 30 januari 2010 Färjestads BK-Brynäs IF 4-3 (2-1, 2-0, 0-2) 7482 Löfbergs Lila Arena Omgång 46 - 4 februari 2010 Luleå HF-Modo Hockey 4-1 (2-0, 0-1, 2-0) 6279 COOP Arena - 4 februari 2010 Rögle BK-Skellefteå AIK 2-1 (0-1, 1-0, 1-0) 3299 Lindab Arena - 4 februari 2010 Södertälje SK-Brynäs IF 3-3 (1-0, 1-2, 1-1, 0-0) 3826 AXA Sports Center - 4 februari 2010 Färjestads BK-Djurgårdens IF 3-2 (0-1, 1-1, 1-0, 1-0) 6955 Löfbergs Lila Arena - 4 februari 2010 Linköpings HC-Frölunda HC 4-3 (2-1, 0-2, 2-0) 7130 Cloetta Center - 4 februari 2010 HV 71-Timrå IK 2-2 (1-1, 1-1, 0-0, 0-0) 6618 Kinnarps Arena Omgång 47 - 2 februari 2010 Södertälje SK-Linköpings HC 1-3 (1-1, 0-1, 0-1) 3643 AXA Sports Center - 6 februari 2010 Rögle BK-Timrå IK 3-4 (2-1, 0-1, 1-1, 0-1) 3657 Lindab Arena - 6 februari 2010 Frölunda HC-Färjestads BK 4-1 (2-1, 2-0, 0-0) 12044 Scandinavium - 6 februari 2010 Brynäs IF-Luleå HF 2-1 (1-1, 1-0, 0-0) 7267 Läkerol Arena - 6 februari 2010 Skellefteå AIK-HV 71 3-2 (0-1, 2-0, 1-1) 5100 Skellefteå Kraft Arena - 6 februari 2010 Djurgårdens IF-Modo Hockey 4-1 (1-1, 1-0, 2-0) 8094 Hovet, Johanneshov Omgång 48 - 8 februari 2010 Modo Hockey-Brynäs IF 4-1 (0-1, 1-0, 3-0) 5993 Fjällräven Center - 8 februari 2010 HV 71-Djurgårdens IF 5-3 (3-2, 1-1, 1-0) 6950 Kinnarps Arena - 8 februari 2010 Frölunda HC-Luleå HF 2-1 (1-0, 0-1, 1-0) 10381 Scandinavium - 8 februari 2010 Timrå IK-Södertälje SK 1-1 (0-1, 0-0, 1-0, 0-0) 5227 E.ON Arena - 8 februari 2010 Färjestads BK-Skellefteå AIK 2-3 (0-0, 2-2, 0-1) 6108 Löfbergs Lila Arena - 8 februari 2010 Linköpings HC-Rögle BK 3-4 (1-1, 2-1, 0-2) 5771 Cloetta Center Omgång 49 - 27 februari 2010 Skellefteå AIK-Timrå IK 5-4 (0-1, 3-2, 1-1, 1-0) 5168 Skellefteå Kraft Arena - 27 februari 2010 Rögle BK-HV 71 4-3 (1-1, 1-0, 1-2, 1-0) 3889 Lindab Arena - 27 februari 2010 Djurgårdens IF-Södertälje SK 5-4 (1-1, 2-1, 2-2) 7269 Hovet, Johanneshov - 27 februari 2010 Luleå HF-Linköpings HC 4-1 (1-1, 2-0, 1-0) 4990 COOP Arena - 27 februari 2010 Modo Hockey-Färjestads BK 10-3 (3-1, 4-1, 3-1) 7182 Fjällräven Center - 27 februari 2010 Brynäs IF-Frölunda HC 1-3 (0-0, 1-2, 0-1) 6700 Läkerol Arena Omgång 50 - 1 mars 2010 Luleå HF-Färjestads BK 1-2 (0-0, 0-1, 1-1) 5136 COOP Arena - 1 mars 2010 Södertälje SK-Rögle BK 2-1 (1-0, 0-0, 0-1, 1-0) 3013 AXA Sports Center - 1 mars 2010 Timrå IK-Modo Hockey 5-4 (2-1, 1-2, 2-1) 6000 E.ON Arena - 2 mars 2010 Frölunda HC-HV 71 7-3 (1-1, 4-1, 2-1) 11295 Scandinavium - 2 mars 2010 Djurgårdens IF-Brynäs IF 1-1 (0-1, 1-0, 0-0, 0-0) 7490 Hovet, Johanneshov - 2 mars 2010 Linköpings HC-Skellefteå AIK 4-2 (1-2, 2-0, 1-0) 6520 Cloetta Center Omgång 51 - 4 mars 2010 Skellefteå AIK-Djurgårdens IF 4-3 (2-1, 1-0, 1-2) 4493 Skellefteå Kraft Arena - 4 mars 2010 Modo Hockey-Linköpings HC 8-0 (2-0, 2-0, 4-0) 6032 Fjällräven Center - 4 mars 2010 Brynäs IF-Rögle BK 5-2 (1-1, 1-0, 3-1) 4713 Läkerol Arena - 4 mars 2010 Färjestads BK-Timrå IK 1-3 (0-1, 0-2, 1-0) 7791 Löfbergs Lila Arena - 4 mars 2010 HV 71-Luleå HF 5-3 (2-1, 2-1, 1-1) 6846 Kinnarps Arena - 4 mars 2010 Frölunda HC-Södertälje SK 4-1 (1-0, 1-1, 2-0) 9182 Scandinavium Omgång 52 - 6 mars 2010 Luleå HF-Djurgårdens IF 0-1 (0-0, 0-1, 0-0) 5154 COOP Arena - 6 mars 2010 Timrå IK-Brynäs IF 2-2 (1-0, 0-1, 1-1, 0-0) 5786 E.ON Arena - 6 mars 2010 Rögle BK-Frölunda HC 7-3 (3-1, 2-1, 2-1) 3360 Lindab Arena - 6 mars 2010 Södertälje SK-Skellefteå AIK 2-7 (1-2, 0-2, 1-3) 2999 AXA Sports Center - 6 mars 2010 Linköpings HC-Färjestads BK 1-2 (0-1, 1-0, 0-1) 8102 Cloetta Center - 6 mars 2010 HV 71-Modo Hockey 2-3 (1-0, 0-2, 1-0, 0-1) 7000 Kinnarps Arena Omgång 53 - 8 mars 2010 Modo Hockey-Skellefteå AIK 2-2 (0-0, 1-1, 1-1, 0-0) 7405 Fjällräven Center - 8 mars 2010 Brynäs IF-HV 71 3-0 (1-0, 2-0, 0-0) 5462 Läkerol Arena - 8 mars 2010 Djurgårdens IF-Linköpings HC 3-2 (0-0, 0-1, 2-1, 1-0) 7027 Hovet, Johanneshov - 9 mars 2010 Luleå HF-Södertälje SK 3-0 (1-0, 1-0, 1-0) 5909 COOP Arena - 9 mars 2010 Färjestads BK-Rögle BK 5-2 (3-1, 1-0, 1-1) 6931 Löfbergs Lila Arena - 9 mars 2010 Frölunda HC-Timrå IK 1-2 (0-1, 0-0, 1-1) 9823 Scandinavium Omgång 54 - 11 mars 2010 Skellefteå AIK-Frölunda HC 2-4 (0-1, 1-2, 1-1) 5130 Skellefteå Kraft Arena - 11 mars 2010 Timrå IK-Djurgårdens IF 2-2 (1-1, 0-1, 1-0, 0-0) 5896 E.ON Arena - 11 mars 2010 Rögle BK-Luleå HF 3-4 (2-2, 0-0, 1-1, 0-1) 3223 Lindab Arena - 11 mars 2010 Södertälje SK-Modo Hockey 3-2 (1-1, 2-0, 0-1) 4007 AXA Sports Center - 11 mars 2010 Linköpings HC-Brynäs IF 2-4 (1-2, 1-1, 0-1) 6897 Cloetta Center - 11 mars 2010 HV 71-Färjestads BK 2-2 (0-1, 0-1, 2-0, 0-0) 6944 Kinnarps Arena Omgång 55 - 13 mars 2010 Luleå HF-Timrå IK 0-1 (0-0, 0-0, 0-1) 6270 COOP Arena - 13 mars 2010 Modo Hockey-Rögle BK 4-2 (2-0, 1-1, 1-1) 6072 Fjällräven Center - 13 mars 2010 Brynäs IF-Skellefteå AIK 5-4 (1-2, 2-1, 1-1, 1-0) 5429 Läkerol Arena - 13 mars 2010 Färjestads BK-Södertälje SK 1-3 (0-0, 0-2, 1-1) 6952 Löfbergs Lila Arena - 13 mars 2010 Linköpings HC-HV 71 3-4 (0-2, 1-0, 2-1, 0-1) 8500 Cloetta Center - 13 mars 2010 Frölunda HC-Djurgårdens IF 2-5 (1-2, 1-2, 0-1) 11394 Scandinavium |